# Aleksandr Biełow (koszykarz)
Aleksandr Aleksandrowicz Biełow (ros. Александр Александрович Белов; ur. 9 listopada 1951 w Leningradzie, zm. 3 października 1978 tamże) – rosyjski koszykarz, występujący na pozycji środkowego, mistrz świata, dwukrotny mistrz Europy, mistrz olimpijski.

## Osiągnięcia
Na podstawie, o ile nie zaznaczono inaczej.

### Drużynowe
- Mistrz ZSRR (1975)
- Wicemistrz:
  - Pucharu Europy Zdobywców Pucharów (1971)
  - ZSRR (1970-1974, 1976, 1978)
- Brązowy medalista mistrzostw ZSRR (1969)
- Zdobywca pucharu:
  - Europy Zdobywców Pucharów (1973, 1975)
  - ZSRR (1978)

### Indywidualne
- Uczestnik FIBA All-Star Games (1971, 1972)
- Zaliczony do grona 50. najlepszych zawodników w historii rozgrywek FIBA (1991)
- Wybrany do Galerii Sław Koszykówki FIBA (2007)

### Reprezentacja
Drużynowe
- Mistrz:
  - świata (1974)
  - olimpijski (1972)
  - Europy (1969, 1971)
  - uniwersjady (1970)
  - Europy U–18 (1968, 1970)
- Wicemistrz:
  - Europy  (1975)
  - uniwersjady (1973)
- Brązowy medalista:
  - olimpijski (1976)
  - mistrzostw świata (1970)

Indywidualne
- Zaliczony do I składu mistrzostw świata (1974)